# Чеська крона

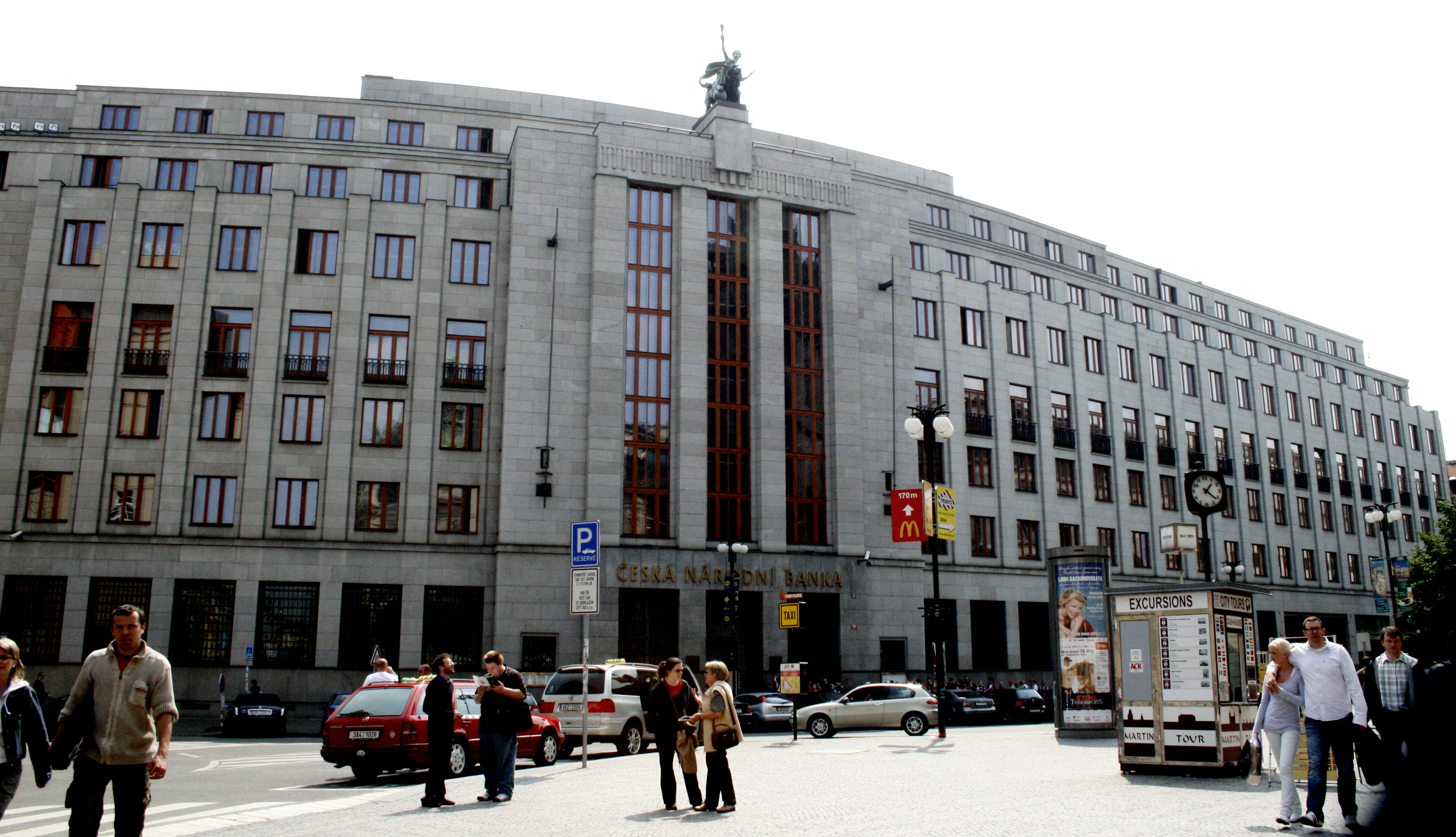
Національний банк Чехії

Че́ська крона (чеськ. koruna česká) — офіційна валюта Чехії, введена в обіг 1993 року замість чехословацької крони. Літерний код — CZK. Скорочений символ — Kč, розміщується після цифрового значення (напр. «50 Kč»). Ділиться на 100 гелерів.

## Історія
Чеська крона — одна з найдавніших європейських грошових одиниць, яка бере свій початок в XII ст., коли було засновано Богемське королівство. У чеській мові слово «коруна» («крона»), як його вимовляють самі чехи, досі означає не тільки національну валюту, але й корону — символ королівської влади та стабільності.
Історія сучасної чеської крони почалася у 1993 році, коли після розпаду Чехословаччини вона змінила на території нової держави чехословацьку крону. З лютого 1993 року в обіг було введено монети номіналом 10, 20 і 50 гелерів, 1, 2, 5, 10, 20 і 50 крон, а також банкноти номіналом 20, 50, 100, 200, 500, 1000, 2000 і 5000 крон. Емітент чеської крони — Національний банк Чехії.
З 1 вересня 2008 року Нацбанк Чехії вивів з обігу всі монети-гелери. Ці монети були в обігу на території Чехії 116 років. Також тоді були вилучені з обігу банкноти номіналом 20 крон, а 1 квітня 2011 року з обігу були вилучені банкноти номіналом в 50 крон, які були замінені монетами аналогічних номіналів. Нацбанк мотивував дану міру тим, що монети більш зносостійкі, ніж банкноти й таким чином вони зменшують витрати, пов'язані з обігом грошових знаків. Таким чином на сьогодні в обігу перебувають монети номіналом 1, 2, 5, 10, 20 і 50 крон, а також банкноти номіналом в 100, 200, 500, 1000, 2000 і 5000 крон.
Хоча монети-гелери вже не використовуються в обігу, але вони можуть зазначатися в електронних розрахунках. Фінансові суми, як і раніше, пишуться з точністю до 1 гелера (0,01 чеської крони); ціни у роздрібних магазинах зазвичай кратні 0,10 крон. Під час здійснення касових операцій сума округляється до найближчого цілого числа.
Чехія як член Європейського Союзу зобов'язана перейти на євро. Наразі в країні ведуться дебати щодо дати переходу.
Станом на кінець 2020 року в обігу було близько 2,7 мільярдів екземплярів чеських банкнот та монет загальною вартістю близько 709 мільярдів крон.

## Монети

### Циркуляційні монети
Параметри монет чеської крони (діаметр, вага) збільшуються відповідно до номінальної вартості. У 1993—1994 роках монети чеської крони карбувалися у Вінніпезі та Гамбурзі, а потім у Чехії.
| Обігові монети | Обігові монети | Обігові монети             | Обігові монети     | Обігові монети     | Обігові монети                                                 | Обігові монети         | Обігові монети                                 | Обігові монети | Обігові монети     | Обігові монети | Обігові монети |      |
| Зображення     | Номінал        | Технічні параметри         | Технічні параметри | Технічні параметри | Технічні параметри                                             | Опис                   | Опис                                           | Опис | Дати               | Дати           | Дати           | Дати |
| Зображення     | Номінал        | Діаметр (мм)               | Товщина (мм)       | Маса (г)           | Матеріал                                                       | Гурт                   | Аверс                                          | Реверс | Початок карбування | Введення       | Вилучення      |      |
| -------------- | -------------- | -------------------------- | ------------------ | ------------------ | -------------------------------------------------------------- | ---------------------- | ---------------------------------------------- | --- | ------------------ | -------------- | -------------- | ---- |
|                | 10 гелерів     | 15.5                       | 1.7                | 0.6                | 99% алюміній 1% магній                                         | Гладкий                | «ČESKÁ REPUBLIKA», чеський лев, рік карбування | Номінал, стилізоване зображення річки                                                                              | 1993               | 1993           | 2003           |      |
|                | 20 гелерів     | 17                         | 1.7                | 0.74               | 99% алюміній 1% магній                                         | Рубчастий              | «ČESKÁ REPUBLIKA», чеський лев, рік карбування | Номінал, Липовий міст                                                                                              | 1993               | 1993           | 2003           |      |
|                | 50 гелерів     | 19                         | 1.7                | 0.9                | 99% алюміній 1% магній                                         | Переривчасто-рубчастий | «ČESKÁ REPUBLIKA», чеський лев, рік карбування | Номінал | 1993               | 1993           | 2008           |      |
|                | 1 крона        | 20                         | 1.85               | 3.6                | Нікель, плакована сталлю                                       | Рифлений               | «ČESKÁ REPUBLIKA», чеський лев, рік карбування | Номінал, корона св. Вацлава                                                                                        | 1993               | 1993           | В обігу        |      |
|                | 2 крони        | 21.5 11-кутник             | 1.85               | 3.7                | Нікель, плакована сталлю                                       | Гладкий                | «ČESKÁ REPUBLIKA», чеський лев, рік карбування | Номінал, Великоморавський ґудзик-коштовність                                                                       | 1993               | 1993           | В обігу        |      |
|                | 5 крон         | 23                         | 1.85               | 4.8                | Нікель, плакована сталлю                                       | Гладкий                | «ČESKÁ REPUBLIKA», чеський лев, рік карбування | Номінал, Карлів міст, Влтава, липовий лист                                                                         | 1993               | 1993           | В обігу        |      |
|                | 10 крон        | 24.5                       | 2.55               | 7.62               | Мідь, плакована сталлю                                         | Рубчастий              | «ČESKÁ REPUBLIKA», чеський лев, рік карбування | Номінал, вид на собор Святого Петра і Павла в Брно                                                                 | 1993               | 1993           | В обігу        |      |
|                | 20 крон        | 26 13-кутник               | 2.55               | 8.43               | Латунь, плакована сталлю                                       | Гладкий                | «ČESKÁ REPUBLIKA», чеський лев, рік карбування | Номінал, Пам'ятник Вацлаву на Вацлавській площі, напис з пам'ятника: «SVATÝ VÁCLAVE NEDEJ ZAHYNOUT NÁM I BUDOUCÍM» | 1993               | 1993           | В обігу        |      |
|                | 50 крон        | Кільце: 27.5 серцевина: 17 | 2.55               | 9.7                | Кільце: обміднена сталь. Серцевина: сталь з латунним покриттям | Гладкий                | «ČESKÁ REPUBLIKA», чеський лев, рік карбування | «PRAGA MATER URBIUM», вид Праги                                                                                    | 1993               | 1993           | В обігу        |      |

2000 року було випущено монети номіналом 10 та 20 крон особливого (ювілейного) дизайну – 10 крон, на яких зображалися шестерні годинникового механізму та 20 крон з астролябією.
24 жовтня 2018 року з нагоди 100-річчя утворення Чехословаччини вийшли циркуляційні монети номіналом 20 крон із зображеннями Томаша Масарика, Мілана Штефаника та Едварда Бенеша. У січні 2019 року вийшли монет номіналом 20 крон із зображеннями Алоїса Рашина, Вілема Поспішила та Карела Енгліша.
| - Томаш Масарик - Мілан Штефаник - Едвард Бенеш |

| - Алоїс Рашин - Вілем Поспішил - Карел Енгліш |

### Пам'ятні та ювілейні монети

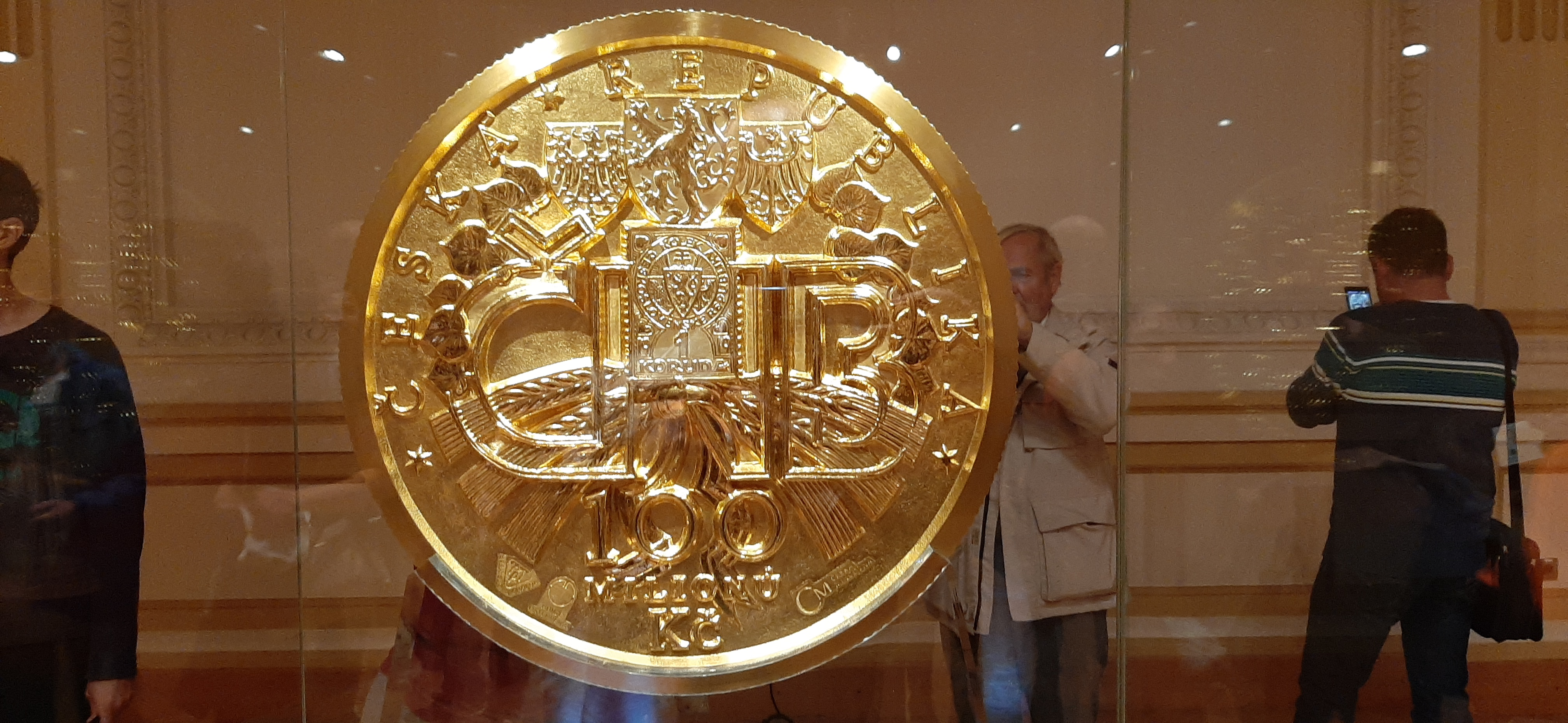
Золота монета 100 мільйонів крон

На додачу до циркуляційних монет Нацбанк Чехії також випускає пам'ятні монети, як зазначено у Зводі законів: номіналом 200 та 500 крон (срібло) та номіналом 1000, 2500, 5000 та 10000 крон (золото). Золоті монети виготовляються за тематичними серіями. У 2000 році була випущена незвичайна срібна монета із золотою вставкою та голограмою номіналом 2000 крон. Виробником як обігових, так і пам'ятних монет є Чеський монетний двір, який є договірним партнером Чеського національного банку. У грудні 2018 року Чеський монетний двір випустив монету великого номіналу у 100 мільйонів чеських крон. Ця чеська монета діаметром понад півметра є другою за величиною у світі. Ця монета була представлена Нацбанком публіці 31 січня 2019 року на церемонії відкриття виставки, присвяченої 100-річчю чехословацької валюти у Празі. Окрім цього, з 1997 року також щорічно випускаються набори для колекціонерів із монетами у якості пруф.

## Банкноти
Перші чеські банкноти вийшли 8 лютого 1993 року, складалися з чехословацьких банкнот з приклеєними марками номіналом 100, 500 та 1000 крон та 10, 20 та 50 крон без марок. Чехословацькі крони використовувалися в обігу протягом так званого перехідного періоду до виходу в обіг банкнот нового зразка. На кожній марці були нанесені римські та арабські цифри, що позначали номінал банкноти, до якої вона приклеювалося (C — 100 крон, D — 500 крон, M — 1000 крон). Банкнотах в 1000 крон пізніших випусків містили друковане зображення марок.
Надалі 1993 року в обіг увійшла нова серія банкнот номіналом в 20, 50, 100, 200, 500, 1000 і 5000 крон, яка використовується досі, за винятком банкнот в 20, 50 і 50 крон та 1000 і 5000 крон перших випусків без додаткових захисних елементів, які з'явилися пізніше. Перші версії банкнот 1000 і 5000 крон, оскільки захисні функції банкнот 1000 і 5000 крон були покращені в наступних випусках. 1996 року в обіг була введена банкнота 2000 крон, яка дійсна у всіх версіях випуску, як з новими елементами захисту, так і без нього. На цих банкнотах, розроблених Олдржихом Кулганеком, на лицьовій стороні зображено відомих чеських особистостей, а на реверсі — абстрактні композиції. Банкноти всіх номіналів містять сучасні елементи захисту.
У 2007 році Чеський національний банк розпочав випуск нових покращених банкнот із покращеними елементами захисту. До них відносяться нова змінна кольорова захисна нитка, додаткові водяні знаки та сузір'я Євріона. Першим номіналом, який був випущений з новими елементами захист були 2000 крон, після них  — 1000 крон у 2008 році, 500 і 5000 крон у 2009 році, 100 і 200 крон у 2018 році.

### Проштамповані банкноти
| Зображення                           | Зображення             | Номінал (крон)         | Розмір (мм)            | Головний колір         | Мова                   | Опис                    | Опис                                                                    | Дати                   | Дати                   | Дати                   |                        |
| Аверс                                | Реверс                 | Номінал (крон)         | Розмір (мм)            | Головний колір         | Мова                   | Аверс                   | Реверс                                                                  | Випуск                 | Введення               | Вилучення              |                        |
| Чехословацькі банкноти               | Чехословацькі банкноти | Чехословацькі банкноти | Чехословацькі банкноти | Чехословацькі банкноти | Чехословацькі банкноти | Чехословацькі банкноти  | Чехословацькі банкноти                                                  | Чехословацькі банкноти | Чехословацькі банкноти | Чехословацькі банкноти | Чехословацькі банкноти |
| ------------------------------------ | ---------------------- | ---------------------- | ---------------------- | ---------------------- | ---------------------- | ----------------------- | ----------------------------------------------------------------------- | ---------------------- | ---------------------- | ---------------------- | ---------------------- |
|                                      |                        | 10                     | 133 × 67               | Коричневий             | Словацька              | Павол Оршаг-Гвездослав  | Пейзаж з провінції Орава                                                | 1986                   | 7 лютого 1993          | 31 липня 1993          |                        |
|                                      |                        | 20                     | 138 × 67               | Блакитний              | Чеська                 | Ян Амос Коменський      | Ілюстрація, пов'язана з культурою та освітою                            | 1988                   | 7 лютого 1993          | 31 липня 1993          |                        |
|                                      |                        | 50                     | 143 × 67               | Червоний               | Словацька              | Людовит Штур            | Вид на Братиславу з замком (з ресторану на вершині пілона Нового Мосту) | 1987                   | 7 лютого 1993          | 31 липня 1993          |                        |
| Проштамповані чехословацькі банкноти |                        |                        |                        |                        |                        |                         |                                                                         |                        |                        |                        |                        |
|                                      |                        | 100                    | 165 × 81               | Зелений                | Чеська                 | Селянин і робітник      | Вид на Прагу з замком і Карловим мостом                                 | 1961                   | 7 лютого 1993          | 31 серпня 1993         |                        |
|                                      |                        | 500                    | 153 × 67               | Коричневий             | Словацька              | Партизани СНП 1944 року | Замок Девін                                                             | 1973                   | 7 лютого 1993          | 31 серпня 1993         |                        |
|                                      |                        | 1,000                  | 158 × 67               | Блакитний              | Чеська                 | Бедріх Сметана          | Вид на Влтаву з Вишеграду                                               | 1985                   | 7 лютого 1993          | 31 серпня 1993         |                        |

### Сучасні банкноти
| Серія 1993 року | Серія 1993 року | Серія 1993 року | Серія 1993 року | Серія 1993 року | Серія 1993 року | Серія 1993 року        | Серія 1993 року                                             | Серія 1993 року | Серія 1993 року | Серія 1993 року | Серія 1993 року |
| Зображення      | Зображення      | Номінал (крон)  | Розмір (мм)     | Головний колір  | Головний колір  | Опис                   | Опис                                                        | Дати            | Дати            | Дати            | Дати            |
| Аверс           | Реверс          | Номінал (крон)  | Розмір (мм)     | Головний колір  | Головний колір  | Аверс                  | Реверс                                                      | Друк            | Випуск          | Вилучення       | Скасування      |
| --------------- | --------------- | --------------- | --------------- | --------------- | --------------- | ---------------------- | ----------------------------------------------------------- | --------------- | --------------- | --------------- | --------------- |
|                 |                 | 20              | 128 × 64        |                 | Блакитний       | Пршемисл Отакар І      | Корона Оттокара. Печатка Золотої булли Сицилії              | 1994            | 20 квітня 1994  | 31 серпня 2008  | 31 серпня 2014  |
|                 |                 | 50              | 134 × 64        |                 | Червоний        | Свята Агнеса Богемська | Склепіння церкви Святого Сальватора. Монастир Святої Агнеси | 1993            | 6 жовтня 1993   | 31 січня 2007   | 31 березня 2017 |
| 1994            | 21 грудня 1994  | 50              | 134 × 64        | 31 березня 2011 | Червоний        | Свята Агнеса Богемська | Склепіння церкви Святого Сальватора. Монастир Святої Агнеси |                 |                 |                 | 31 березня 2017 |
| 1997            | 10 вересня 1997 | 50              | 134 × 64        | 31 березня 2011 | Червоний        | Свята Агнеса Богемська | Склепіння церкви Святого Сальватора. Монастир Святої Агнеси |                 |                 |                 | 31 березня 2017 |
|                 |                 | 100             | 140 × 69        |                 | Бірюзовий       | Карл IV                | Печатка Карлового університету                              | 1993            | 30 червня 1993  | 31 січня 2007   | 1 липня 2022    |
| 1995            | 21 червня 1995  | 100             | 140 × 69        | в обігу         | в обігу         | Карл IV                | Печатка Карлового університету                              |                 |                 |                 |                 |
| 1997            | 15 жовтня 1997  | 100             | 140 × 69        | в обігу         | в обігу         | Карл IV                | Печатка Карлового університету                              |                 |                 |                 |                 |
|                 |                 | 200             | 146 × 69        |                 | Помаранчевий    | Ян Амос Коменський     | Orbis Pictus. З'єднані руки дорослого і дитини              | 1993            | 8 лютого 1993   | 31 січня 2007   | 1 липня 2022    |
| 1996            | 14 серпня 1996  | 200             | 146 × 69        | в обігу         | в обігу         | Ян Амос Коменський     | Orbis Pictus. З'єднані руки дорослого і дитини              |                 |                 |                 |                 |
| 1998            | 6 січня 1999    | 200             | 146 × 69        | в обігу         | в обігу         | Ян Амос Коменський     | Orbis Pictus. З'єднані руки дорослого і дитини              |                 |                 |                 |                 |
|                 |                 | 500             | 152 × 69        |                 | Коричневий      | Божена Немцова         | Жінка-лауреат                                               | 1993            | 21 липня 1993   | 31 січня 2007   | 1 липня 2022    |
| 1995            | 27 грудня 1995  | 500             | 152 × 69        | в обігу         | в обігу         | Божена Немцова         | Жінка-лауреат                                               |                 |                 |                 |                 |
| 1997            | 18 березня 1998 | 500             | 152 × 69        | в обігу         | в обігу         | Божена Немцова         | Жінка-лауреат                                               |                 |                 |                 |                 |
|                 |                 | 1000            | 158 × 74        |                 | Фіолетовий      | Франтішек Палацький    | Орел. Архієпископський Замок Кромержиж                      | 1993            | 12 травня 1993  | 30 червня 2001  | 1 липня 2022    |
| 1996            | 6 грудня 1996   | 1000            | 158 × 74        | в обігу         | в обігу         | Франтішек Палацький    | Орел. Архієпископський Замок Кромержиж                      |                 |                 |                 |                 |
|                 |                 | 2000            | 164 × 74        |                 | Зелений         | Ема Дестіннова         | Евтерпа, скрипка і віолончель                               | 1996            | 1 жовтня 1996   | в обігу         | в обігу         |
| 1999            | 1 грудня 1999   | 2000            | 164 × 74        | в обігу         | в обігу         | Ема Дестіннова         | Евтерпа, скрипка і віолончель                               |                 |                 |                 |                 |
|                 |                 | 5000            | 170 × 74        |                 | Сірий           | Томаш Гарріг Масарик   | Готичні та барокові будівлі в Празі. Собор Святого Віта     | 1993            | 15 грудня 1993  | 30 червня 2001  | 1 липня 2022    |
| 1999            | 8 вересня 1999  | 5000            | 170 × 74        | в обігу         | в обігу         | Томаш Гарріг Масарик   | Готичні та барокові будівлі в Празі. Собор Святого Віта     |                 |                 |                 |                 |

### Оновлені банкноти
|  |  | 100  | 140 × 69 |  | Бірюзовий    | Карл IV              | Печатка Карлового університету                          | 2018 | 5 вересня 2018 |
|  |  | 200  | 146 × 69 |  | Помаранчевий | Ян Амос Коменський   | Orbis Pictus З'єднані руки дорослого і дитини           | 2018 | 5 вересня 2018 |
|  |  | 500  | 152 × 69 |  | Коричневий   | Божена Немцова       | Жінка-лауреат                                           | 2009 | 1 квітня 2009  |
|  |  | 1000 | 158 × 74 |  | Фіолетовий   | Франтішек Палацький  | Орел. Архієпископський замок у Кромержижі               | 2008 | 1 квітня 2008  |
|  |  | 2000 | 164 × 74 |  | Зелений      | Еммі Дестінн         | Евтерпа, скрипка і віолончель                           | 2007 | 2 липня 2007   |
|  |  | 5000 | 170 × 74 |  | Сірий        | Томаш Гарріг Масарик | Готичні та барокові будівлі в Празі. Собор Святого Віта | 2009 | 1 грудня 2009  |

### Пам'ятні банкноти
30 січня 2019 року Чеський національний банк випустив класичну банкноту номіналом 100 крон із наддруківкою до 100-річчя відокремлення від грошової системи Австро-Угорщини. Наддруківка на банкноті містить логотип Нацбанку та дати 100-річного ювілею: «ČNB», «1919», «100 let», «Kč» a «2019». А 31 січня 2019 року Нацбанк випустив першу пам'ятну банкноту номіналом 100 крон в ознаменування 100-річчя створення чехословацької валюти. Дизайн обох банкнот розробила чеська художниця Єва Гашкова.
22 березня 2022 року вийшла третя пам'ятна банкнота, 100 крон, оливково-зеленого забарвлення, з Карелом Енглішем.
| Серія пам'ятних банкнот | Серія пам'ятних банкнот | Серія пам'ятних банкнот | Серія пам'ятних банкнот | Серія пам'ятних банкнот | Серія пам'ятних банкнот | Серія пам'ятних банкнот                      | Серія пам'ятних банкнот              | Серія пам'ятних банкнот | Серія пам'ятних банкнот |
| Зображення              | Зображення              | Номінал (крон)          | Розмір (мм)             | Головний колір          | Головний колір          | Опис                                         | Опис                                 | Дати                    | Дати                    |
| Аверс                   | Реверс                  | Номінал (крон)          | Розмір (мм)             | Головний колір          | Головний колір          | Аверс                                        | Реверс                               | Друк                    | Випуск                  |
| ----------------------- | ----------------------- | ----------------------- | ----------------------- | ----------------------- | ----------------------- | -------------------------------------------- | ------------------------------------ | ----------------------- | ----------------------- |
|                         |                         | 100                     | 140 × 69                |                         | Бірюзовий               | Карл IV, наддрук на області водяного знака   | Печатка Карлового університету       | 2019                    | 30 січня 2019           |
|                         |                         | 100                     | 150 × 65                |                         | Золотистий              | Алоїз Рашін                                  | Будівля Чеського національного банку | 2019                    | 31 січня 2019           |
|                         |                         | 100                     | 150 × 65                |                         | Оливково-зелений        | Карел Енгліш                                 | Палац Клам-Галлас                    | 2022                    | 30 березня 2022         |
|                         |                         | 1000                    | 158 × 74                |                         | Фіолетовий              | Наддрук CNB 1993 30 2023 Франтішек Палацький | Орел                                 | 2023                    | 2023                    |

## Валютний курс
Чеська крона вирізняється міцністю валютного курсу. Так протягом 2000—2018 років вона подорожчала відносно майже усіх головних світових валют приблизно на 30-50 %. Лише проти швейцарського франка подешевшала всього на 1,5 %. Втім основне зростання крони відносно, наприклад євро, відбувалося до світової фінансової кризи 2008 року, після якої вона стала мати порівняно стабільний курс.
Станом на 25 березня 2025, валютний курс чеської крони (за даними НБУ, ЄЦБ та МВФ) становить 0,5519 крони за 1 гривню (1,812 гривні за 1 крону), 24,88 крони за 1 євро та 22,99 крони за 1 долар США.

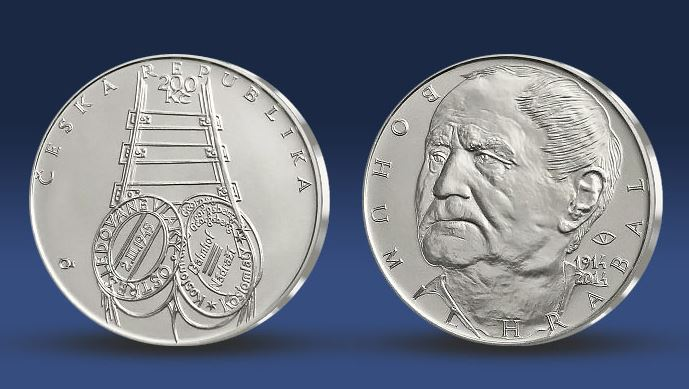
Пам'ятна монета 200 крон, присвячена Богумілу Грабалу (срібло, 2014)

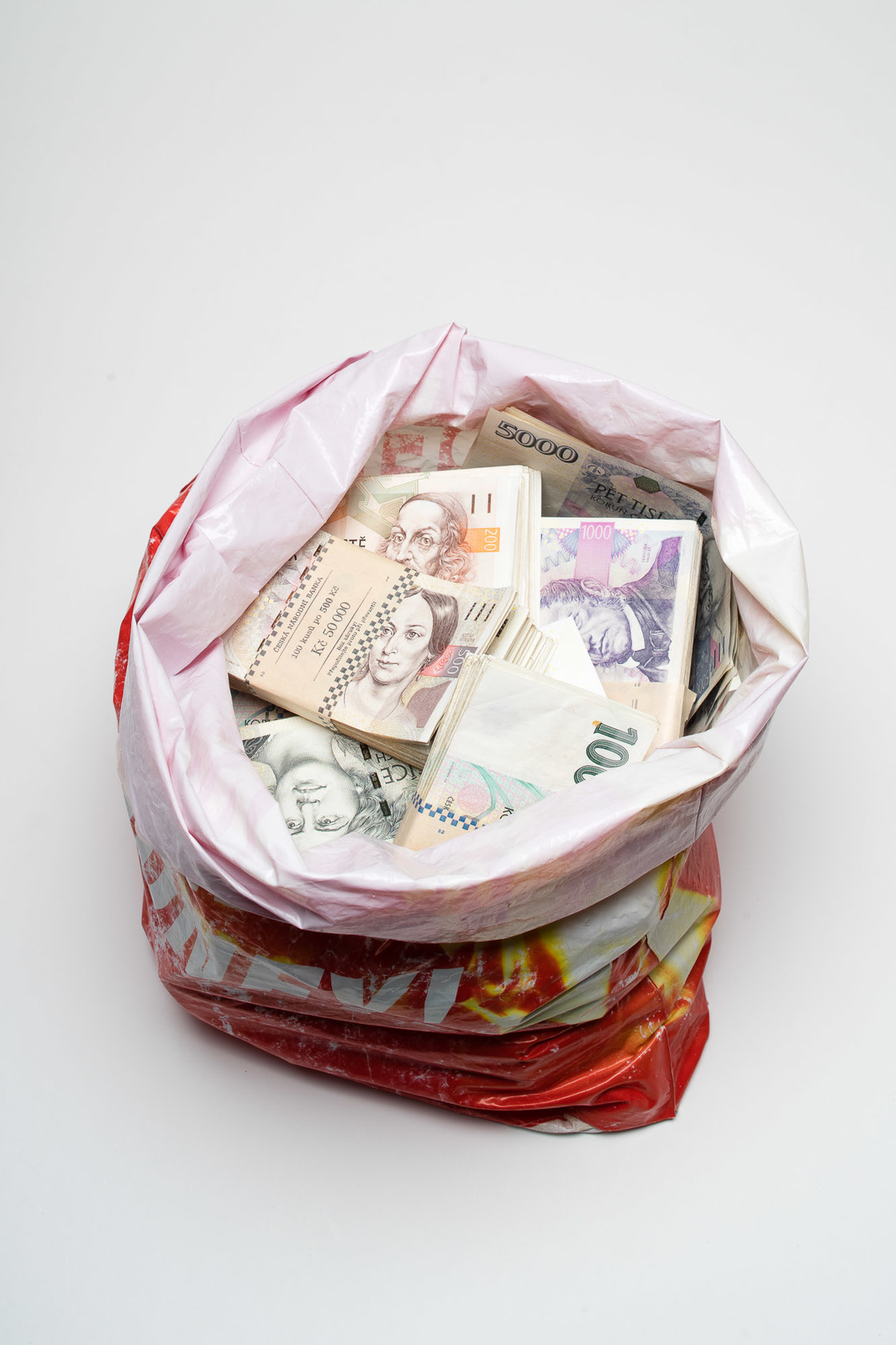
Сучасні чеські банкноти

Графік валютного курсу відносно євро з 1999 року (крон за одне євро).

## Диcкусії щодо переходу на євро
Чехія планувала перейти на євро у 2010 році, але її уряд призупинив цей план на невизначений термін у 2005 році. Хоча країна має добрі економічні можливості для переходу на євро, всередині Чеської Республіки існує значний опір цьому кроку. Згідно з опитуванням, проведеним у квітні 2014 року, лише 16% населення Чехії висловилися за заміну крони на євро. Згідно з опитуванням, проведеним CVVM (Центром вивчення громадської думки) у квітні 2018 року, це значення залишалося майже на тому самому рівні протягом останніх чотирьох років, і лише 20% населення Чехії старше 15 років підтримували перехід на євро.